# 小田急2400形電車
小田急2400形電車（おだきゅう2400がたでんしゃ）は、小田急電鉄（小田急）で1959年から1989年まで運用されていた通勤車両である。
小田急では、編成表記の際には「新宿方先頭車両の車両番号（新宿方の車号）×両数」という表記を使用しているため、本項もそれに倣い、特定の編成を表記する際には「2477×4」のように表記、特定の車両については車両番号から「デハ2400形」などのように表記する。また、特に区別の必要がない場合は2200形・2220形・2300形・2320形をまとめて「ABFM車」と表記し、本形式2400形は「HE車」、2600形は「NHE車」と表記する。本項で「急行列車」と記した場合は、準急や急行を、「湯本急行」という表記は箱根湯本へ直通する急行列車を指すものとする。

## 概要
近郊区間の輸送力増強のために登場した車両で、経済性を重視した設計が行われたことから "High Economical car"（略して「HE」）という愛称が設定された。先頭車と中間車の長さが3m以上も異なることが外観上の特徴で、1959年から1963年までの5年間にわたって4両固定編成×29編成の合計116両が製造された。

## 登場の経緯
小田急では1954年に初めてカルダン駆動方式や電磁直通ブレーキを採用した2200形を登場させており、途中で駆動方式の変更などが行われた2220形に移行しつつ1959年初めまでの間に34両が増備されていた。ABFM車と通称されるこれらの車両は、18m級車体の3扉車で、出力75kWのモーターによる全軸駆動方式であり、2両分8個のモーターを制御器1台で制御する経済的な「1C8M制御方式（MM'ユニット制御方式）」等を採用した高性能な車両であった。このような高加速車を投入し、ダイヤの密度を高めることは輸送改善に役立った。複々線化や待避線の建設など大がかりな地上設備の改善を図るよりは、安上がりな輸送改善策でもあった。しかし、これらの車両はそれまでの吊り掛け駆動方式の車両と比較すれば加減速性能に優れた車両であったが、全車電動車方式の採用は主電動機の台数も倍増することになり、新造・保守のコスト増も招いていた。
一方、1950年代後半、小田急小田原線の沿線では宅地開発が急速に進み教育機関等の郊外移転も進行したことから、輸送需要の増加は毎年10%近くも増加するようになっていた。このため、これまで以上のペースで車両数の増加を図る必要に迫られると予測されたが、車両の製造単価が上昇する上に、製造する両数までこれまで以上に増加することは、投資額の増加を招き、会社経営的に問題視されるようになった。そこで、車両製作費を抑えるべく、全車電動車方式を見直し、電車の電動車と付随車の比率、いわゆる「MT比」を1:1とした、言い換えれば電動車と付随車を同じ両数で編成を組成する、経済性を重視した新型車両を開発することになった。ただし、これには「高加減速の性能を低下させてはならない」という条件がつけられることになった。
この時期、全長20m級の通勤車両である1800形が運用されていたことから、新型車両についても20m級とすることが検討された。しかしこの当時の小田急では、各駅停車の停車駅ホーム長は17.5m車4両編成が停車可能な70mしかなく、20m車では3両編成までしか組成できないためにかえって輸送力が減少してしまうこと、ホーム延伸についてはすぐに対応できる問題ではないと考えられたため、新型車両は全長70mの4両固定編成とすることになった。また、ABFM車の4両編成では編成重量が132tであったところ、新型車両では4両固定編成で編成重量を105tとすることを目標として設定した。
これらの課題を満たす新型通勤車として開発された車両がHE車である。

## 車両概説
本節では、登場当時の仕様を基本として、増備途上での変更点を個別に記述する。更新による変更については沿革で後述する。
HE車は4両固定編成で、形式は先頭車が制御車のクハ2450形で、中間車は電動車のデハ2400形である。各車両とも奇数番号の車両が新宿方、偶数番号の車両が小田原方に組成されている。編成については、巻末の編成表を参照のこと。

### 車体
先頭車は車体長15,400mm・全長15,970mm、中間車は車体長18,800mm・全長19,300mmで、車体幅は2,700mm・手すりも含めた全幅は2,755mmの全金属製車体である。1959年度に製造された4編成では、外板の厚さを標準的な2.3mmから1.6mmに、屋根板の厚さは標準的な1.6mmから1.2mmに薄くすることによって更なる軽量化を試みたが、歪み取りの工作費が高くついてしまったことから、1960年度以降の増備車では標準的な厚さに戻している。
| クハ2450形は全長15,970mm |  | デハ2400形は全長19,300mm |
| クハ2450形は全長15,970mm |  | デハ2400形は全長19,300mm |

後述するように、ABFM車と比較して大出力の主電動機を使用することになったが、加速時の空転を防止するためには、後述する超多段制御装置の採用とともに、重量を極力動輪上に集めること、言い換えれば、動力が伝達される車輪に重量を多くかけることが必要となる。しかし、粘着係数を含めて計算したところ、電動車の重量を32tとする必要が生じ、逆に制御車の重量は編成重量の目標である105tから逆算すると21tにまで抑えなければならない、という計算結果になった。各車両の長さを均等にした上で、電動車と制御車の重量に10t以上も差をつけることは、電動車へ集中的に機器を搭載することを考慮しても困難であった。
この問題に対して、電動車は車体長を18,800mmとすることで解決策とし、台車中心間の距離を既存形式である1800形同様の13,600mmに設定した。一方で編成長を70mに抑える必要から、制御車の車体長は電動車が長くなった分の帳尻合わせで、大手私鉄の戦後型通勤電車としては短い15,400mmに設定した。こうしてHE車の外観上の特徴である、電動車と制御車で3m以上も車体長を違えた変則的構成が成立した。
正面は貫通型3枚窓で、正面貫通扉の脇に手すりが設けられた、2220形・2320形と同様のスタイルである。正面窓は外板から1段窪んだ構造になっている。前面部分の半径は5,000mmとしている。また、前照灯は2灯としたが、通常は1灯のみ点灯し、光力半減時のみ2灯とも点灯する方式にした。これは球切れによって運行不能となることを回避するための方策で、車体中心線から外れて点灯することになるために「規則に抵触するのではないか」という意見もあったが、「常時予備の前照灯を持つため保安度は向上する」という理由で採用された。
| クハ2450形通風グリル（外側） |  | クハ2450形通風グリル（内側） |
| クハ2450形通風グリル（外側） |  | クハ2450形通風グリル（内側） |

側面客用扉は各車両とも3箇所で、乗降時間の短縮を図り、既に2320形での採用実績があった1,300mm幅の両開き扉を本格的に採用した。扉間の間隔は制御車・電動車とも4,000mm間隔で配置した。乗降時・ラッシュ時の乗客流動に問題がないように、それまでの小田急標準であったABFM車（全長17,570mmの3扉車）とホームでの扉位置をほぼ同一になるように側面の見付を工夫した。側面窓は幅1,000mm×高さ900mmの2段上昇窓で、内側からはめ込むユニット窓とし、各車両の客用扉間と電動車の車端部に2つ配置した。客用扉と窓の間には戸袋窓を配置したが、制御車では乗務員扉次位と連結面側車端には戸袋窓のみが配置された。制御車の乗務員扉次位の戸袋は、当初夏期には換気のため、窓ガラスの代わりに通風グリルとしていたが、のちグリルは通年装備となり、逆に冬期は冷気侵入防止用の板を戸袋内側に取付ける方法に変更している。以後小田急の非冷房車は登場時からグリルとしている。
外部塗色は、当時の通勤車両の標準色で、ダークブルーとオレンジイエローの2色塗り塗装である。

### 内装
| 車内 |  | 乗務員室仕切 |
| 車内 |  | 乗務員室仕切 |

車内はロングシートで、1人あたりの座席幅を430mmまたは440mmとして計算し、扉間の座席は8人掛けの3,500mm、制御車の車端部は2人掛けで880mm、電動車の車端部は3,100mmで設定した。編成全体での座席定員は200名となり、扉幅を拡大したにもかかわらずABFM車よりも8名増加した。座席自体は、急行列車にも使用するために、座面高さは400mm、座席奥行きを450mm、背もたれの厚みも150mmと設定していた。
運転室との仕切りについては、編成中間に入った際に車掌台側の仕切りを折りたたんで客室スペースとすることができるようにした。
また、車内の部品についても廉価で軽量となる材質にすることとし、荷物棚や吊り手の金具など、ABFM車では砲金材が使用されていたところを、HE車では全てアルミニウム製・ステンレス製・普通鋼製に変更した。室内の照明には蛍光灯カバーを設けず、蛍光灯の配置についても連続させず間隔を空けた状態で配置した。

### 主要機器

#### 主電動機
主電動機については、三菱電機製の補極付半密閉自己通風式直流直巻電動機であるMB-3039-A型（端子電圧340V、定格電流392A、1時間定格出力120kW、定格回転数1,600rpm（75%界磁）、最弱め界磁率35%、重量795kg）が採用された。駆動装置はWN駆動方式の三菱電機WN-60-Aで、歯数比は97:16=6.13である。
HE車の編成重量は2200形4連の8割程度しかないため、編成あたりの主電動機出力も2200形の約8割でよいことになるが、電動車の比率は半減するため、相応の出力を確保する必要がある。これらの条件から、主電動機1基あたりの1時間定格出力は120kWが必要と計算された。
しかし、1950年代後半当時、経済形高性能車の開発に必要となる大出力カルダン方式のモーターは実用化が遅れていた。狭軌用カルダンモーターはスペースの制約が厳しいことから大出力化が困難で、1958年の時点では狭軌に適した中空軸平行カルダン駆動方式に対応するものでも1時間定格出力110kW級が精一杯という状況であった。
WNドライブは、アメリカのウェスティングハウス・エレクトリック(WH)社が開発したシステムで、「WN継手」と呼ばれるジョイントを介して主電動機の駆動力を車軸に伝達する。
WNドライブは、日本にはWH社のライセンシーであり、小田急にとっては開業以来長らく電車用電装品の供給を受けてきた三菱電機が移入し、京阪電気鉄道や近畿日本鉄道、それに京阪神急行電鉄といった標準軌を採用する各私鉄には早期に導入が始まっており、1954年には架線電圧直流600Vの線区向けで110kW級が既に実現していた。だが、このシステムは中枢をなすWN継手が主電動機電機子軸と主歯車軸との間に直列接続される構造で、主電動機を含めた駆動系全体の軸方向の寸法がどうしても大きくなるという問題を抱えていた。このため、アメリカから導入されたWN継手をそのまま使用する場合、主電動機スペースに制約のある狭軌鉄道では適切な電動機出力を維持したままで導入するのが難しく、1955年時点では、スペース面での制約が少ない直角カルダンや中空軸平行カルダンが日本の狭軌路線用として先行普及していた。
事実、小田急においても1,067mmの狭軌路線であったことから、先行する2200形では直角カルダンが採用され、3000形（SE車）では中空軸平行カルダンが採用されている。小田急はWNドライブについても1958年に登場した2220形で実用化していたが、これは全電動車方式を採用する2200形の増備車という位置づけであったこともあり、その主電動機の1時間定格出力は75kWに留まっていた。
この時期の三菱電機は狭軌用WNドライブの実用化に積極的に取り組んでおり、まず比較的低出力の55kW級モーターを小型化したWN継手と組み合わせ、1956年に製造された富士山麓電気鉄道（現・富士急行）3100形電車で狭軌仕様WN駆動方式を初めて実用化した。続いて競合他社並みの狭軌75kW級WN駆動方式を、1957年開発の長野電鉄2000系電車で実現した。これらはWN継手の搭載スペース確保のため、主電動機軸の出力側端部から冷却ファン部をWN継手を避けるように張り出して配置している。本形式の設計された時点では、WN継手の小型化や主電動機構造の工夫を凝らすことで、段階的に主電動機定格出力の引き上げが実現されてゆく過程にあった。
つまり、小田急と三菱電機は日本で実用化されたばかりのWNドライブにおいて、「WNドライブに対応するこれまでにない狭軌用大出力電動機の実現」という難問に相対することになった。
これに対応するべく、主電動機本体、WN継手についても可能な限りコンパクト化を図った上で、電動車の車輪径を在来ABFM車より大径の910mmとすることによって磁気容量確保のために大径化した主電動機の装架空間を確保し、当時の日本における狭軌鉄道では最大級の出力となる主電動機の採用が実現した。

#### 制御装置
低荷重時・高荷重時を問わない粘着性能の向上は、MT比1：1化のための大きな要素となった。
電車の制御装置は、既に日本でも古く大正時代から自動加速方式が導入されていたものの、その段数は10段前後にとどまり、加速時のショックは大きく、高い加速力も得にくかった。
加速対策として有効なのは、制御器そのものの多段化である。1950年代まで欧米に比べて遅れていた日本の電車技術であったが、それでも制御器の高性能化はかなり早い時期から取り組みが行われており、太平洋戦争直前より、日立製作所のMMC制御器（1939年）等を嚆矢として、20段以上程度の多段制御器が出現している。
だが本格的発展は戦後の外来技術移入からとなった。1950年代に入ると、第二次世界大戦前後にアメリカで開発された電車用の新しい制御装置が続々と日本に移入され、日本の大手重電メーカーはそのライセンス生産や改良に取り組んだ。その結果、1954年以降は30段以上の多段制御が可能となり、日本の電車の加速は従来よりスムーズになった。
この種の機械的な制御装置の最終進化形が、通常の制御器に、制御を細分化する回路を加えて超多段化したバーニヤ制御器で、1950年代後半に出現した。電動カム軸や電磁作動スイッチなど従来からの機械的な制御に、当時出始めたプログラムコントロールなどを組み合わせた方式である。
制御段数が多ければ、ピーク電流を抑えることができるため、カム進段時のトルク変動が小さく、粘着限界一杯まで高引張力を保ちながらスムーズな加速が実現でき、結果として加速力が向上する。
しかし、発電制動付のバーニヤ制御器は高性能だが複雑で、価格、メンテナンスとも高コストである。そこで、在来のMT比1:1な旧型車や、オールM高性能車では、制御器が2両に1個必要だったところを、HE車では4両に1個で済む構成とし、コスト抑制問題を解決した。
HE車に採用された制御装置は、小田急の通勤車両では初採用となる電動カム軸式制御装置の三菱電機製ABFM-168-15MDH型で、デハ2400形の偶数番号の車両に搭載した。2200形同様、1基の制御装置で2両分8個の主電動機を制御する方式 (1C8M) であるが、力行制御段数は2200形の21段に対して83段となる超多段制御装置であるほか、応荷重機構を付加することによって空車時と満車時の性能差をなくすことを図った。これにより、2200形では定員乗車時の起動加速度を3.0km/h/sと設定していたが、HE車は同等の起動加速度3.0km/h/sを確保しただけでなく、空車から満車（定員の250%）まで一定の3.0km/h/sに制御されるようになった。これを実現するために、HE車の制御装置ではプログラム・コントロールの採用、制御回路の無接点化、バーニヤスイッチによる超多段制御、戻しステップ併用、その他新機構の採用の5点を特徴としていたが、特に力行応荷重および発電制動付バーニヤ制御器を採用したことが重要な特徴である。HE車のバーニヤ制御器は、力行（加速）83段（直列33段、並列43段、弱め界磁7段）、制動（発電ブレーキ）が抵抗段73段という、実用上は無段階に近い内容で、これ以上は段数を増やす必要性の薄いほどのハイスペックである。
この制御装置には、空転をモーター間の電圧の差としてブリッジ回路で早期検知して即座に再粘着させる（再粘着装置）が開発・装備されている。HE車ではこれらの空転検知回路によって、空転・滑走時にはノッチ戻しをするようになっている。また、カム軸制御の無接点化が進められ、調整などのメンテナンスを簡略化したほか、発電ブレーキに他励回路を設け、確実にブレーキが立ち上がるようにしている。
主抵抗器は電動車2両および制御車2/3両分の制動力を負担するため、大きな発熱量に対応した大型のものとなり、なおかつ送風機を4台備えた半強制通風式とされた。この主抵抗器は、デハ2400形の偶数番号車両に搭載されたが、山側の床下台車間をほぼ埋めるサイズとなった。この大型の主抵抗器は2400形の特徴の一つにもなっていた。

#### 制動装置
ブレーキはHSC-D形電空併用電磁直通ブレーキで、応荷重機構が実装されたこと、電制時には制御車の制動力の1/3を電動車が負担する制御をすること、低速になったときに鋳鉄制輪子の制御車と電制の電動車の制動力のバランスをとるために制御車のブレーキ力を減じる制御（B-55装置）をするなど、いくつかの新機軸が採用されている。基礎制動装置はクラスプ式（両抱え式）で鋳鉄製制輪子を用いる。

#### 台車

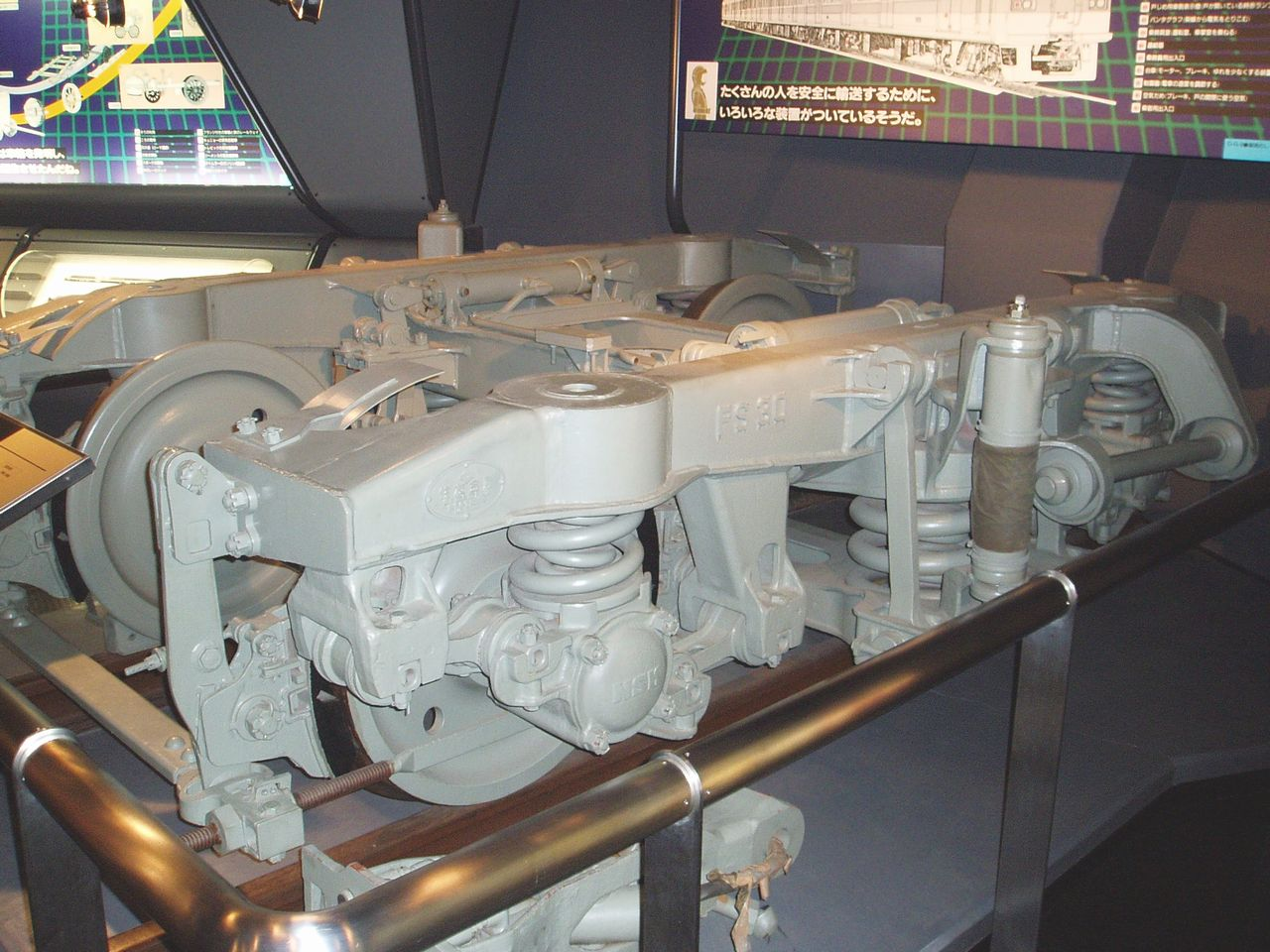
付随台車 FS30（辻堂海浜公園内の交通展示館の展示物）

台車についても軽量化を図るため、それまで広く採用されてきた一体鋳鋼製台車から、鋼板溶接組み立て式に変更したほか、電動台車と付随台車ではほぼ別設計とした。
採用された台車は、小田急では2200形からの実績があるアルストムリンク式台車であるが、3000形で電動台車と付随台車の軸距を変えて付随台車の軽量化を図った考え方をさらに進め、電動車と制御車では寸法や構造が異なる専用設計品とした。このため、電動車は車輪径910mm・軸距2,200mmの住友金属工業FS330、制御車は車輪径762mm・軸距2,000mmで中空軸使用の住友金属工業FS30をそれぞれ装着する。
付随台車の軽量化を図ったこの手法は、その後20mのNHE車・5000形、さらには特急車の3100形NSE車にも引き継がれた。

#### その他機器
補助電源装置は、デハ2400番台の奇数番号の車両に5.5kVAの出力を有するCLG-319B型電動発電機 (MG) を2台搭載した。それまで小田急の車両で使用されていた補助電源装置では、交流電源と直流電源の両方を供給する複流式であったが、HE車では交流出力のみとすることで保守の容易化を図った。電動空気圧縮機 (CP) は、デハ2400番台の奇数番号の車両にDH-25型を2台搭載した。これらの機器が2台搭載されているのは、故障の際にも前途運転を可能とするためで、操作スイッチも一括とせずに分離することで操作系統の回路で故障が発生したときにも動作可能としている。

## 沿革

### 登場当初
1959年12月18日に最初の編成となる2451×4が入線、1960年1月20日から運用を開始した。同年4月のダイヤ改正までに3編成が増備された。さらに同年9月までに4編成が増備され、この年の10月1日に行われたダイヤ改正では、HE車を朝ラッシュ時の各駅停車に集中的に運用し、急行列車と各駅停車の所要時間差の縮小が図られた。1961年には5編成が、1962年には6編成が入線している。
しかし、理論的にはABFM車と同等の性能を確保ということになっていたが、実際には加速時の空転や減速時の滑走に悩まされた。特に雨の降り始めなどの時にはどう操作しても滑走を防ぎきれず、一度ホームの途中で停車してから停車位置まで移動したことさえあったという。また、これによって制御車の車輪偏磨耗（タイヤフラット）が多発してしまったという。一方、制動時に床下の抵抗器から発する熱は駅で停車後も発散されるため、特に夏場には乗降中に熱気が床下から舞い上がり「HE車はヒーター車の略か」とさえ言われたこともあったという。
この間の1961年1月17日、和泉多摩川駅 - 登戸駅間の踏切で、新宿発向ヶ丘遊園行きの下り各駅停車で走行中の2459×4が、踏切の警報を無視して進入したダンプカーと衝突、先頭のクハ2460は多摩川橋梁から転落して横転、2両目のデハ2410は宙吊りとなり、3両目のデハ2409も脱線した。クハ2460とデハ2410は当時の日本車輌製造蕨工場にて復旧された。多摩川橋梁上に残った2両はキハ5000形によって経堂工場に収容された。これがHE車の歴史上では唯一の大事故である。一方、同年には、3000形SE車で採用されたKD17形シュリーレン台車をHE車の制御車に転用する案があったため、クハ2474を使用して走行試験が行われた。特に問題となる点はなかったが、実現には至っていない。
1962年12月3日のダイヤ改正からはHE車とABFM車を連結することによって、各駅停車の6両編成化が行われた。その後、1963年には10編成が増備されたことによって、HE車は29編成116両となり、小田急では初めて1形式で100両を超えた形式となった。なお、増備途上で電動車・付随車とも50両を超えたため、デハ2449・クハ2499の次はデハ2400・クハ2450となり、その後の車両ではデハ2501・クハ2551から附番されている。

### 急行列車中心の運用へ移行
しかし、その後も輸送人員の増加傾向は止まらず、増発の余地がない中で郊外からの輸送力を確保するには、近郊区間の各駅停車の単位輸送力増強、言い換えれば各駅停車1列車あたりの定員を多くして本数の不足を補うしか方法がなくなった。このため、1964年からは近郊区間の各駅停車には車体を大型化したNHE車の投入が開始され、HE車は次第に急行列車を中心とする運用に変更されていった。しかし、箱根登山鉄道線には大型車両が入線できなかったため、その後長期にわたり湯本急行の主力車両として運用されることになった。
なお、1965年前後の数年間、特急需要のピーク時や検査入場時などに特急車両が不足する事態となり、これを補うために「サービス特急」と呼ばれる特急料金不要の特急列車が設定され、一部の特急「えのしま」にHE車が運用された。この列車は座席定員制で、HE車のうち車内に号車番号札と座席番号表示を装備した車両が運用された。

### 冷房搭載試験

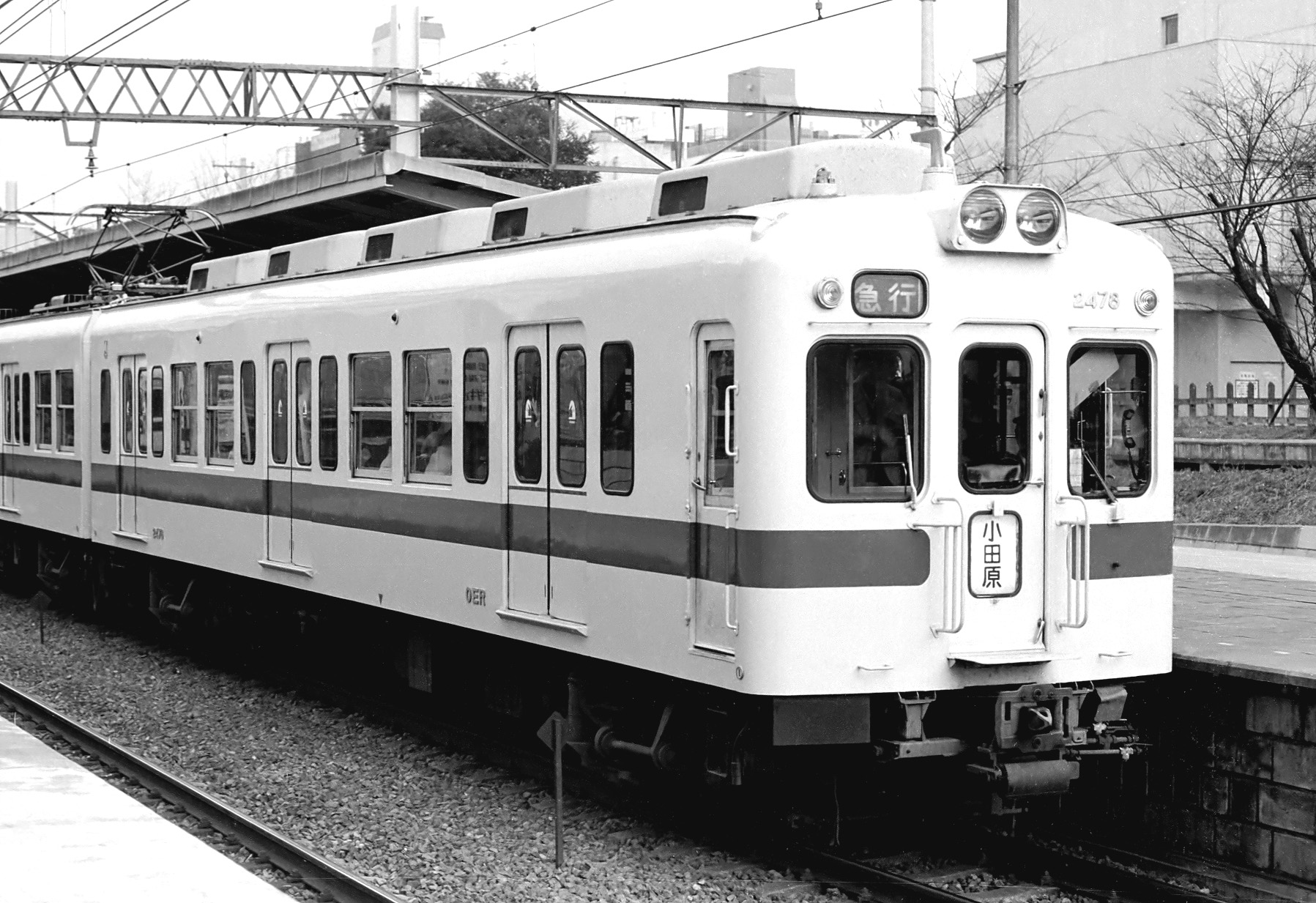
試験的に冷房化改造されたクハ2478

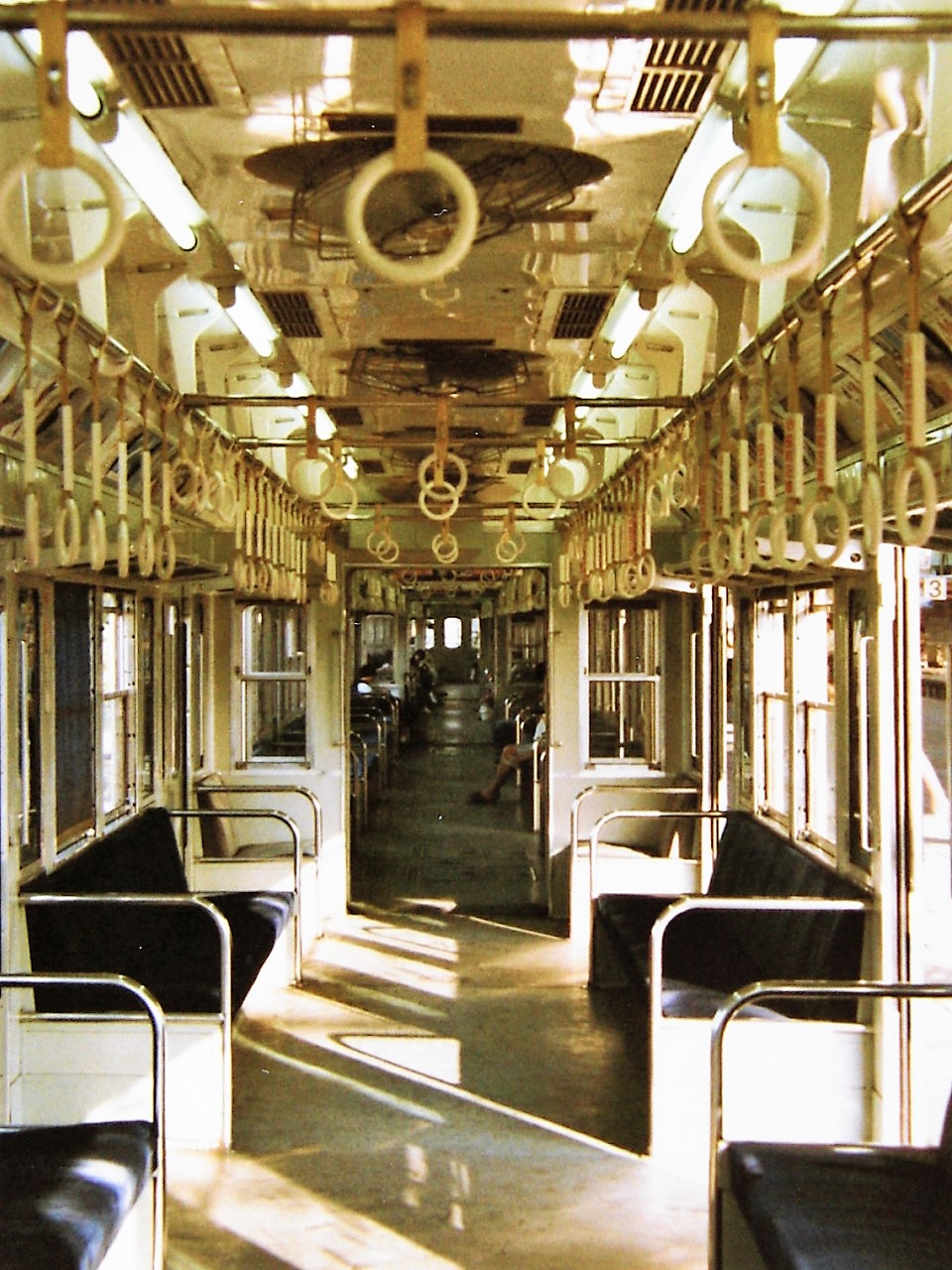
冷房改造後のクハ2478車内

1960年代後半になると、京王帝都電鉄（当時）では1968年から同社の初代5000系において、関東地方では初めて冷房装置を装備した通勤車両が登場するなど、通勤車両の冷房化が検討されるようになった。小田急においても、通勤車両の冷房化に着手することになったが、特急車両において既に3100形NSE車で冷房装置の採用実績があったものの保守に問題を生じていた上、定員の2倍以上の乗客が乗っている状態ではどの程度の冷房能力が必要かという懸念があった。そこで、HE車の1両に冷房を搭載し、実用試験を行なうことになった。
試験車両に選定されたのは2477×4の編成で小田原方先頭車となるクハ2478で、8,500kcal/hの能力を有するCU-12型分散式冷房装置を屋根上に5台搭載し、冷房用の電源として60kVAの容量を有するCLG-326E形電動発電機を搭載した。これが小田急の通勤車両では初の冷房車で、1968年8月から試験が開始された。車内は冷房装置が突き出すような配置で、他の車両と比較して車内がやや暗い印象となった。
1970年夏まで試験が行なわれ、この試験の結果をもとに5000形量産冷房車が登場した。しかし、HE車の冷房化は行われなかったため、中型車の冷房車はこの1両だけに終わっている。

### 急行列車運用から撤退
1968年から1969年にかけて、OM-ATSの設置が行われたほか、1969年には正面の連結器が密着自動連結器から密着連結器に交換され、同時期には列車種別表示装置（種別幕）の設置が行われた。
なお、1972年、2551×4のクハ2551に台枠下部覆い（スカート）を試験的に取付けたが、中型車は不採用となり、1977年に撤去された。
1979年からは車体修繕工事が開始され、1982年までに4編成を除いて完了した。
この時期になると、急行列車について10両編成での運行や車両大型化が進められ、HE車の急行運用は減少しており、1979年3月からは多摩線の各駅停車にも運用されるようになったが、前述のとおり箱根登山鉄道線への直通する湯本急行については、大型車が乗り入れできなかったためにHE車が主力として運用されていた。しかしながら、急行列車が大型車による10両編成で運行される状況下、中型車の4両編成では輸送力不足となっていた。これを解決するため、1982年7月12日から湯本急行に使用される車両の大型化が開始され、HE車は湯本急行の運用から撤退した。
その後も江ノ島線の急行列車へは運用されていたが、1985年4月には日中の急行列車の運用から外された。なお、1982年からはABFM車の淘汰が開始されており、その過程で同年11月からABFM車とHE車を連結した運用が復活している。

### 淘汰

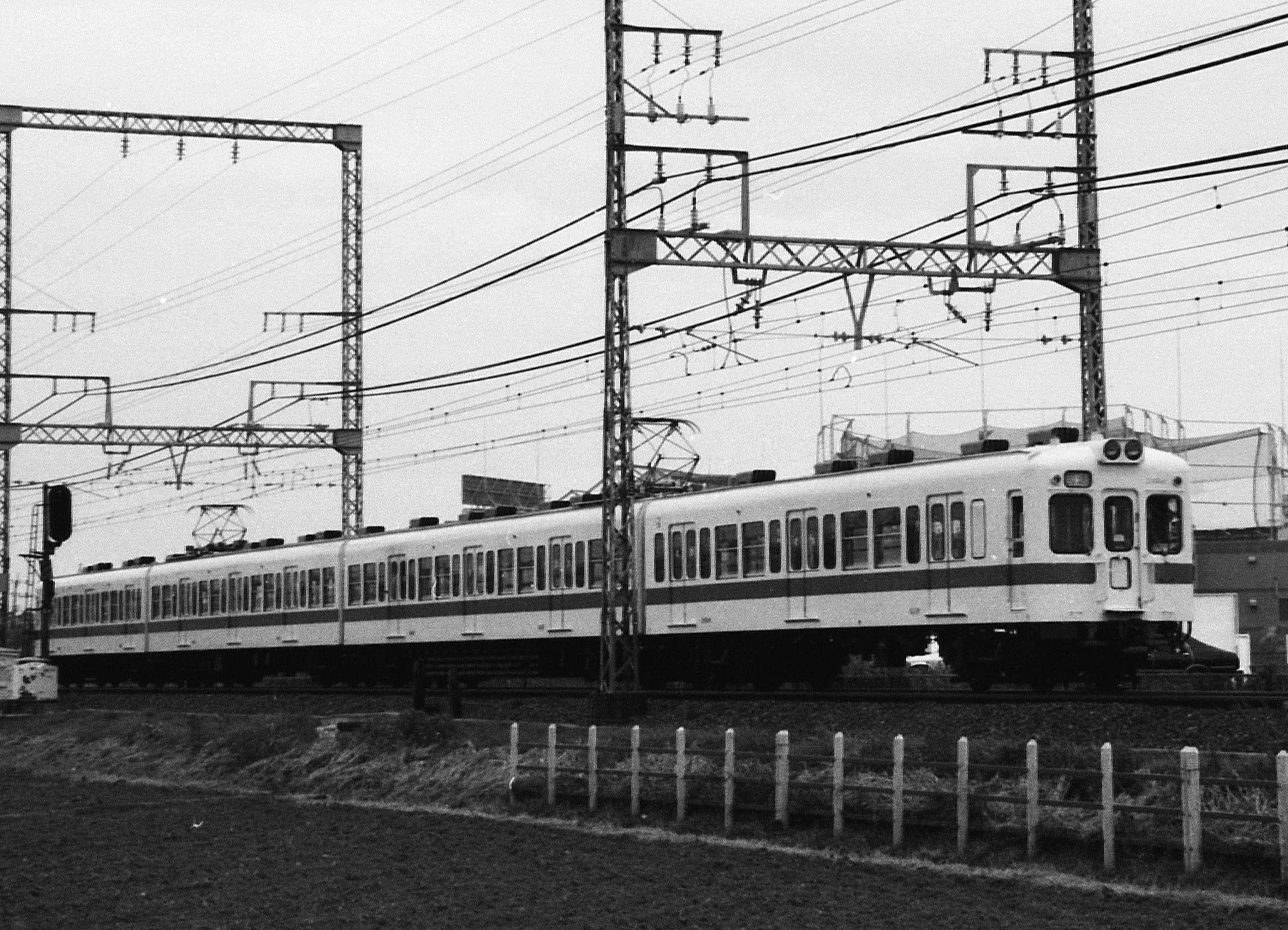
廃車が始まったころの2400形
1985年5月 海老名付近にて

1985年からは8000形と1000形の新造にともないHE車の淘汰が開始されることになり、捻出されたHE車の主電動機を当時吊り掛け駆動方式の非冷房車であった4000形に流用することになった。2557×4の編成が同年4月1日付で廃車となったのを皮切りに淘汰が開始され、試作冷房車の編成であった2477×4の編成も同年11月30日付で廃車された。その後、冷房化と高性能化が行われた4000形と入れ替わるようにHE車の廃車が進められた。朝ラッシュ時に残されていた急行列車の運用も1987年3月のダイヤ改正で撤退、同年9月から翌1988年3月にかけては多摩線の運用からも撤退した。最後に残されていた小田原線末端区間の各駅停車での定期運用も、1988年11月18日に1000形に置き換えられ撤退した。
最後に残ったのは2483×4の編成で、1989年1月20日以降は予備車として残され、時折江ノ島線の大型4両編成運用に入ることもあったが、同年3月のダイヤ改正を前に運用を終了、同年3月20日付で廃車となり、HE車は全廃となった。
車両自体の中小私鉄等への譲渡は生じず、廃車後は全車両が解体された。三岐鉄道にFS30形・FS330形台車が譲渡されたほか、神奈川県藤沢市の辻堂海浜公園にFS30形台車が保存されている。

## 編成表
凡例Tc…制御車、M…電動車、CON…制御装置、MG…電動発電機、CP…電動空気圧縮機、PT…集電装置
| [ 57 ]   | ← 小田原新宿 → | ← 小田原新宿 → | ← 小田原新宿 → | ← 小田原新宿 → | ← 小田原新宿 → | ← 小田原新宿 → | ← 小田原新宿 → | ← 小田原新宿 → | ← 小田原新宿 → | ← 小田原新宿 → | ← 小田原新宿 → |
| 形式     | クハ2450       | デハ2400       | デハ2400       | クハ2450       |                |                |                |                |                |                |                |
| 区分     | Tc2            | M2             | M1             | Tc1            |                |                |                |                |                |                |                |
| 車両番号 | 2452           | 2402           | 2401           | 2451           |                |                |                |                |                |                |                |
| 車両番号 | 2454           | 2404           | 2403           | 2453           |                |                |                |                |                |                |                |
| 車両番号 | 2456           | 2406           | 2405           | 2455           |                |                |                |                |                |                |                |
| 車両番号 | 2458           | 2408           | 2407           | 2457           |                |                |                |                |                |                |                |
| 車両番号 | 2460           | 2410           | 2409           | 2459           |                |                |                |                |                |                |                |
| 車両番号 | 2462           | 2412           | 2411           | 2461           |                |                |                |                |                |                |                |
| 車両番号 | 2464           | 2414           | 2413           | 2463           |                |                |                |                |                |                |                |
| 車両番号 | 2466           | 2416           | 2415           | 2465           |                |                |                |                |                |                |                |
| 車両番号 | 2468           | 2418           | 2417           | 2467           |                |                |                |                |                |                |                |
| 車両番号 | 2470           | 2420           | 2419           | 2469           |                |                |                |                |                |                |                |
| 車両番号 | 2472           | 2422           | 2421           | 2471           |                |                |                |                |                |                |                |
| 車両番号 | 2474           | 2424           | 2423           | 2473           |                |                |                |                |                |                |                |
| 車両番号 | 2476           | 2426           | 2425           | 2475           |                |                |                |                |                |                |                |
| 車両番号 | 2478           | 2428           | 2427           | 2477           |                |                |                |                |                |                |                |
| 車両番号 | 2480           | 2430           | 2429           | 2479           |                |                |                |                |                |                |                |
| 車両番号 | 2482           | 2432           | 2431           | 2481           |                |                |                |                |                |                |                |
| 車両番号 | 2484           | 2434           | 2433           | 2483           |                |                |                |                |                |                |                |
| 車両番号 | 2486           | 2436           | 2435           | 2485           |                |                |                |                |                |                |                |
| 車両番号 | 2488           | 2438           | 2437           | 2487           |                |                |                |                |                |                |                |
| 車両番号 | 2490           | 2440           | 2439           | 2489           |                |                |                |                |                |                |                |
| 車両番号 | 2492           | 2442           | 2441           | 2491           |                |                |                |                |                |                |                |
| 車両番号 | 2494           | 2444           | 2443           | 2493           |                |                |                |                |                |                |                |
| 車両番号 | 2496           | 2446           | 2445           | 2495           |                |                |                |                |                |                |                |
| 車両番号 | 2498           | 2448           | 2447           | 2497           |                |                |                |                |                |                |                |
| 車両番号 | 2450           | 2400           | 2449           | 2499           |                |                |                |                |                |                |                |
| 車両番号 | 2552           | 2502           | 2501           | 2551           |                |                |                |                |                |                |                |
| 車両番号 | 2554           | 2504           | 2503           | 2553           |                |                |                |                |                |                |                |
| 車両番号 | 2556           | 2506           | 2505           | 2555           |                |                |                |                |                |                |                |
| 車両番号 | 2558           | 2508           | 2507           | 2557           |                |                |                |                |                |                |                |
| 搭載機器 | [ 注釈 17 ]    | CON,PT         | MG,CP,PT       |                |                |                |                |                |                |                |                |
| 自重     | 20.22t         | 35.30t         | 33.37t         | 20.22t         |                |                |                |                |                |                |                |
| 定員     | 117            | 155            | 155            | 117            |                |                |                |                |                |                |                |